# Antonio Mancinelli
Antonio Mancinelli (Velletri, 6 dicembre 1451 (?) – Roma, 1505) è stato un grammatico e umanista italiano.

## Biografia
Antonio Mancinelli nacque a Velletri probabilmente il 6 dicembre del 1451, frequentò l'Università di Perugia, dove si laureò in legge, e l'Università medicea di Pisa; all'Università di Padova ottenne la laurea in medicina. Nel 1473 ebbe il primo incarico di docente della sua città natale e qui cominciò ad elaborare testi originali per l'insegnamento della lingua latina.
Le sue opere che coprirono tutto il corso di studio del latino, dalla grammatica elementare alla retorica, furono subito considerate quanto di più adatto alle esigenze dello studio scolastico. Nel 1486 si trasferì a Roma dove, fino al 1491, ricoprì il ruolo di lector presso lo Studium Urbis. In questo periodo ebbe modo di frequentare la restaurata Accademia Romana di Pomponio Leto, l'ultimo dei grandi umanisti del Quattrocento. Iniziò quindi un viaggio itinerante che lo portò ad insegnare nelle città di Fano, Venezia, Velletri, Orvieto ed infine di nuovo all'Università di Roma, in qualità di Professor humanitatis dove insegnò fino al giorno della morte.
Mancinelli ebbe una profonda conoscenza dei classici latini, che egli contribuì a divulgare con commenti vasti e dotti. Tutti i suoi lavori furono accolti con entusiasmo dagli editori del tempo tanto che, agli inizi del XVI secolo, avevano visto la luce ben settanta edizioni delle sue opere, nei centri di maggior produzione editoriale di tutta Europa. L'umanista veliterno mantenne sempre un forte legame con la sua città natale da lui celebrata con vanto come Volscorum insignis magna et populosa anche se una lunga serie di lutti lo aveva privato delle radici familiari. Un vuoto che egli superò grazie alla sua intima religiosità che fece di lui un vero umanista cristiano. Nel suo pensiero, infatti, l'uomo si formava nel sapere degli antichi e si fortificava nella propria consapevolezza religiosa. L'educazione aveva il fine di formare l'uomo alla rinascita cristiana - realizzando l'ideale pedagogico - attraverso l'educazione classica, perfettamente armonizzabile con l'insegnamento cristiano.
L'umanista veliterno morì improvvisamente, probabilmente a Roma, agli inizi del 1505 all'età di cinquantatré anni. Le sue ossa furono poi traslate nella chiesa veliterna di San Francesco, dove una lapide lo avrebbe ricordato ai posteri fino agli inizi del XVIII secolo, quando lavori di profonda ristrutturazione ne dispersero anche l'ultima simbolica memoria.